# Alianza Liberal (Grecia)
Alianza Liberal (en griego: Φιλελεύθερη Συμμαχία, Fileleftheri Symmakhia) fue un partido político liberal de Grecia, fundado el 28 de abril de 2007. Su propósito declarado era cubrir el espacio político entre el partido conservador Nueva Democracia y el partido socialista PASOK.
El órgano supremo de la Alianza Liberal es el Congreso. El documento fundacional de la Alianza Liberal es la Declaración de Anavyssos,aprobada en su primer congreso celebrado el 28 y 29 de abril de 2007, en el que también acordaron el programa y los estatutos del partido y eligieron el primer presidente y el primer comité directivo. 
El símbolo de la Alianza Liberal es como @, pero en lugar de una "a" tiene la letra griega phi (Φ,φ), que es también la primera letra de la palabra "liberal" (Φιλελεύθερη) en idioma griego, mientras que los colores dominantes son el morado y el amarillo. En un principio el logo era la imagen de Adamantios Korais, hasta el primer congreso del partido.

## Historia
El partido participó en las elecciones legislativas de 2007 en Grecia, donde obtuvo el 0,1% del voto popular, quedando en el puesto 13 entre 21 partidos candidatos. Su porcentaje más alto se registró en la primera prefectura electoral de Atenas, donde obtuvo 544 votos de los 337.000 emitidos, lo que equivale al 0,17%, mientras que su peor porcentaje se registró en la prefectura de Pieria, que es la única prefectura donde el partido no presentó candidatos.
También participó en las elecciones al Parlamento Europeo de 2009, con un resultado aún menor, el 0,08% del voto popular, quedando en el puesto 24 entre 27 partidos candidatos. Los resultados de las elecciones al Parlamento Europeo de 2009, considerados catastróficos, llevaron al partido a no participar en las elecciones generales de 2009 en Grecia, celebradas tres meses después.
En las elecciones locales de 2010, la Alianza Liberal participó a través del movimiento 'Portokali' (que significa color "naranja") en la coalición 'Dikaioma stin poli' de Giorgos Kaminis, que ganó la alcaldía de Atenas.
En las elecciones al Parlamento griego de mayo de 2012, la Alianza Liberal se alió con Drasi y obtuvo el 1,8% de los votos. En las elecciones de junio de 2012, se unió también a Recrear Grecia,pero con solo el 1,59% de los votos no logró superar el umbral electoral del 3%.
En enero de 2015, la Alianza Liberal suspendió las negociaciones sobre una lista electoral conjunta para las próximas elecciones legislativas con el partido socialliberal To Potami. El pretendido "frente contra el nuevo sistema bipartidista de estatistas" no fracasó por las "serias diferencias ideológicas" con To Potami,sino por el argumento de que To Potami había descartado la participación del presidente de la Alianza Liberal, Gregory Vallianatos, que en su lugar decidió aliarse con el socio de la Alianza Liberal en 2012, Drasi.
La Alianza Liberal participó en las elecciones europeas de 2019. Recibió 6.032 votos, o aproximadamente el 0,11%.
En noviembre de 2023 se celebró el décimo congreso, en el que se decidió la disolución del partido, como consecuencia de su pobre desempeño en las elecciones legislativas griegas de mayo de 2023.